# İnegöl Belediyespor ve Gençlik Kulübü 2015-2016
Questa voce raccoglie le informazioni riguardanti l'İnegöl Belediyespor ve Gençlik Kulübü nelle competizioni ufficiali della stagione 2015-2016.

## Organigramma societario
Area direttiva
- Presidente: Alinur Aktaş

Area tecnica
- Allenatore: Bahadır Aksoy
- Allenatore in seconda: Ertuğrul Erdoğan
- Assistente allenatore: Burak Yavuz
- Scoutman: Ertuğrul Erdoğan

## Rosa
| N° | Nome                 | Ruolo | Data di nascita  | Nazionalità sportiva |
| -- | -------------------- | ----- | ---------------- | -------------------- |
| 1  | Aslan Ekşi           | P     | 14 maggio 1989   | Turchia              |
| 2  | Furkan Alınca        | P     | 19 febbraio 2000 | Turchia              |
| 3  | Ersin Durgut         | O     | 4 agosto 1982    | Turchia              |
| 4  | Ernardo Gómez        | O     | 30 luglio 1982   | Venezuela            |
| 5  | Faik Yaz             | S     | 9 aprile 1984    | Turchia              |
| 6  | Mehmet Almaz         | C     | 1º gennaio 1984  | Turchia              |
| 7  | Emin Yolver          | C     | 15 febbraio 1986 | Turchia              |
| 8  | Gazmend Husaj        | S     | 23 dicembre 1987 | Albania              |
| 10 | Özer Özger           | L     | 1º luglio 1983   | Turchia              |
| 11 | Çağlar Aksoy         | P     | 13 luglio 1984   | Turchia              |
| 13 | Görkem Sertel        | C     | 27 ottobre 1992  | Turchia              |
| 15 | Cansın Hacıbekiroğlu | C     | 12 luglio 1987   | Turchia              |
| 16 | Kerem Acar           | S     | 14 giugno 1992   | Turchia              |
| 17 | Beytullah Hatipoğlu  | S     | 24 febbraio 1992 | Turchia              |
| 18 | Zlatan Jordanov      | S     | 2 marzo 1991     | Bulgaria             |

## Statistiche

### Statistiche di squadra
| Competizione     | Punti | In casa | In casa | In casa | In trasferta | In trasferta | In trasferta | Totale | Totale | Totale |
| Competizione     | Punti | G       | V       | P       | G            | V            | P            | G      | V      | P      |
| ---------------- | ----- | ------- | ------- | ------- | ------------ | ------------ | ------------ | ------ | ------ | ------ |
| Voleybol 1. Ligi | 26    | 10      | 5       | 5       | 11           | 3            | 8            | 27     | 9      | 18     |
| Totale           | -     | 10      | 5       | 5       | 11           | 3            | 8            | 27     | 9      | 18     |

G = partite giocate; V = partite vinte; P = partite perse

### Statistiche dei giocatori
| Giocatore        | Voleybol 1. Ligi | Voleybol 1. Ligi | Voleybol 1. Ligi | Voleybol 1. Ligi | Voleybol 1. Ligi | Totale | Totale | Totale | Totale | Totale |
| Giocatore        | P                | PT               | AV               | MV               | BV               | P      | PT     | AV     | MV     | BV     |
| ---------------- | ---------------- | ---------------- | ---------------- | ---------------- | ---------------- | ------ | ------ | ------ | ------ | ------ |
| K. Acar          | 15               | 14               | 13               | 0                | 1                | 15     | 14     | 13     | 0      | 1      |
| Ç. Aksoy         | 25               | 63               | 27               | 19               | 17               | 25     | 63     | 27     | 19     | 17     |
| F. Alınca        | 0                | 0                | 0                | 0                | 0                | 0      | 0      | 0      | 0      | 0      |
| M. Almaz         | 27               | 200              | 143              | 48               | 9                | 27     | 200    | 143    | 48     | 9      |
| E. Durgut        | 13               | 58               | 49               | 5                | 4                | 13     | 58     | 49     | 5      | 4      |
| A. Ekşi          | 26               | 21               | 9                | 6                | 6                | 26     | 21     | 9      | 6      | 6      |
| E. Gómez         | 26               | 404              | 352              | 33               | 19               | 26     | 404    | 352    | 33     | 19     |
| C. Hacıbekiroğlu | 27               | 127              | 87               | 33               | 7                | 27     | 127    | 87     | 33     | 7      |
| B. Hatipoğlu     | 25               | 6                | 4                | 1                | 1                | 25     | 6      | 4      | 1      | 1      |
| G. Husaj         | 27               | 336              | 280              | 26               | 30               | 27     | 336    | 280    | 26     | 30     |
| Z. Jordanov      | 27               | 239              | 178              | 38               | 23               | 27     | 239    | 178    | 38     | 23     |
| Ö. Özger         | 26               | 0                | 0                | 0                | 0                | 26     | 0      | 0      | 0      | 0      |
| G. Sertel        | 24               | 39               | 19               | 7                | 13               | 24     | 39     | 19     | 7      | 13     |
| F. Yaz           | 23               | 65               | 54               | 7                | 4                | 23     | 65     | 54     | 7      | 4      |
| E. Yolver        | 20               | 16               | 12               | 4                | 0                | 20     | 16     | 12     | 4      | 0      |

P = presenze; PT = punti totali; AV = attacchi vincenti; MV = muri vincenti; BV = battute vincenti